# Osmelia maingayi
Osmelia maingayi är en videväxtart som beskrevs av George King. Osmelia maingayi ingår i släktet Osmelia och familjen videväxter. Inga underarter finns listade i Catalogue of Life.